# Episodi di Squadra Med - Il coraggio delle donne (seconda stagione)
La seconda stagione della serie televisiva Squadra Med - Il coraggio delle donne è andata in onda negli Stati Uniti dal 15 luglio 2001 al 3 marzo 2002 sul canale Lifetime.
In Italia è stata trasmessa tra marzo e aprile 2003.
| nº | Titolo originale  | Titolo italiano         | Prima TV USA      | Prima TV Italia |
| -- | ----------------- | ----------------------- | ----------------- | --------------- |
| 1  | Donors            | Donazioni               | 15 luglio 2001    |                 |
| 2  | Adverse Reactions | Pozioni magiche         | 22 luglio 2001    |                 |
| 3  | Gray Matter       | Contagiata              | 29 luglio 2001    |                 |
| 4  | History           | La storia               | 5 agosto 2001     |                 |
| 5  | Attachments       | Una decisione difficile | 12 agosto 2001    |                 |
| 6  | Relief            | Terapia di sollievo     | 19 agosto 2001    |                 |
| 7  | Impaired          | Questione di cuore      | 26 agosto 2001    |                 |
| 8  | Rebirth           | Ragazzi difficili       | 9 settembre 2001  |                 |
| 9  | Control Group     | Il coraggio di lottare  | 16 settembre 2001 |                 |
| 10 | Zol Zein Gezint   | Bianco e nero           | 7 ottobre 2001    |                 |
| 11 | Systemic          | Le ultime volontà       | 14 ottobre 2001   |                 |
| 12 | Accidents         | Incidenti               | 21 ottobre 2001   |                 |
| 13 | Silent Epidemic   | Una nuova sfida         | 11 novembre 2001  |                 |
| 14 | Hot Flash         | Rischio di vita         | 18 novembre 2001  |                 |
| 15 | Bloodwork         | Analisi di sangue       | 2 dicembre 2001   |                 |
| 16 | Black 'n' Flu     | Morte nel campus        | 9 dicembre 2001   |                 |
| 17 | Precautions       | Una bambina in pericolo | 6 gennaio 2002    |                 |
| 18 | Shock             | Sciopero al Rittenhouse | 13 gennaio 2002   |                 |
| 19 | Type and Cross    | Emergenza sangue        | 20 gennaio 2002   |                 |
| 20 | Rape Kit          | Kit da stupro           | 17 febbraio 2002  |                 |
| 21 | Trauma            | Momenti critici         | 24 febbraio 2002  |                 |
| 22 | Recovery Time     | Convalescenza           | 3 marzo 2002      |                 |